# Зиденбрюнцов
Зиденбрюнцов (нем. Siedenbrünzow) — община в Германии, в земле Мекленбург-Передняя Померания.
Входит в состав района Деммин. Подчиняется управлению Деммин-Ланд.  Население составляет 617 человек (на 31 декабря 2010 года). Занимает площадь 27,67 км².
Коммуна подразделяется на 6 сельских округов.